# صبيحة
صبيحة شطيرة عربية من خبز بيتا أو خبز لافا محشوة باذنجان مقلي وبيض مسلوق وسلطة كاتسوتز وبقدونس وعمبه وطحينة. تعتمد مكوناته على وجبة فطور سريعة تقليدية من العراق و انتشرت في بلاد الشام مثل لبنان وسوريا حيث أضيفت لها بعض التغييرات المختلفة من بلد لآخر.